# Stazione di Poggio Renatico
La stazione di Poggio Renatico è una stazione ferroviaria posta sulla linea Padova-Bologna, nel territorio di Poggio Renatico.

## Storia
Alla stazione di Poggio Renatico, attiva dal 1864, è legato un avvenimento accaduto il 20 luglio 1893, quando Pietro Rigosi, un macchinista di ideologia anarchica che lavorava nella stazione, si impossessò di una locomotiva in sosta presso lo scalo e la lanciò in linea ad una velocità notevole per l'epoca, fino a quando il personale tecnico di servizio lo intercettò e ne deviò la corsa, mandandolo a schiantarsi su un binario tronco della stazione di Bologna. Il cantautore Francesco Guccini si è ispirato al fatto di cronaca per la sua famosa ballata del 1972 La locomotiva (che però non fa riferimento esplicito al personaggio di Pietro Rigosi, in quanto chi canta afferma di non conoscere l'identità dell'autore del gesto).

## Strutture e impianti
La stazione è posta al limite della zona centrale del paese. Si affaccia su viale Stazione che a sua volta si collega con le centrali via Matteotti e via Cavour, quest'ultima tramite un passaggio pedonale.
La stazione è dotata di due banchine collegate da un sottopassaggio, che la collega al viale Stazione e, dal 2013, alla retrostante via Fonda, fungendo quindi anche da passaggio pedonale di congiunzione tra le due parti del paese tagliate dalla ferrovia.
Dopo la soppressione del servizio di biglietteria, parte dei locali della stazione sono stati dati in concessione alla locale Associazione Auser.

## Movimento
La stazione è servita da treni regionali svolti da Trenitalia Tper nell'ambito del contratto di servizio stipulato con la Regione Emilia-Romagna.
Al 2011, l'impianto risultava frequentato da un traffico giornaliero medio di circa 700 persone.
A novembre 2019, la stazione risultava frequentata da un traffico giornaliero medio di circa 887 persone (451 saliti + 436 discesi).

## Servizi
La stazione, gestita da RFI e classificata nella categoria silver, dispone di:
- Biglietteria automatica
- Sala d'attesa